# Michael Klein (Künstler)

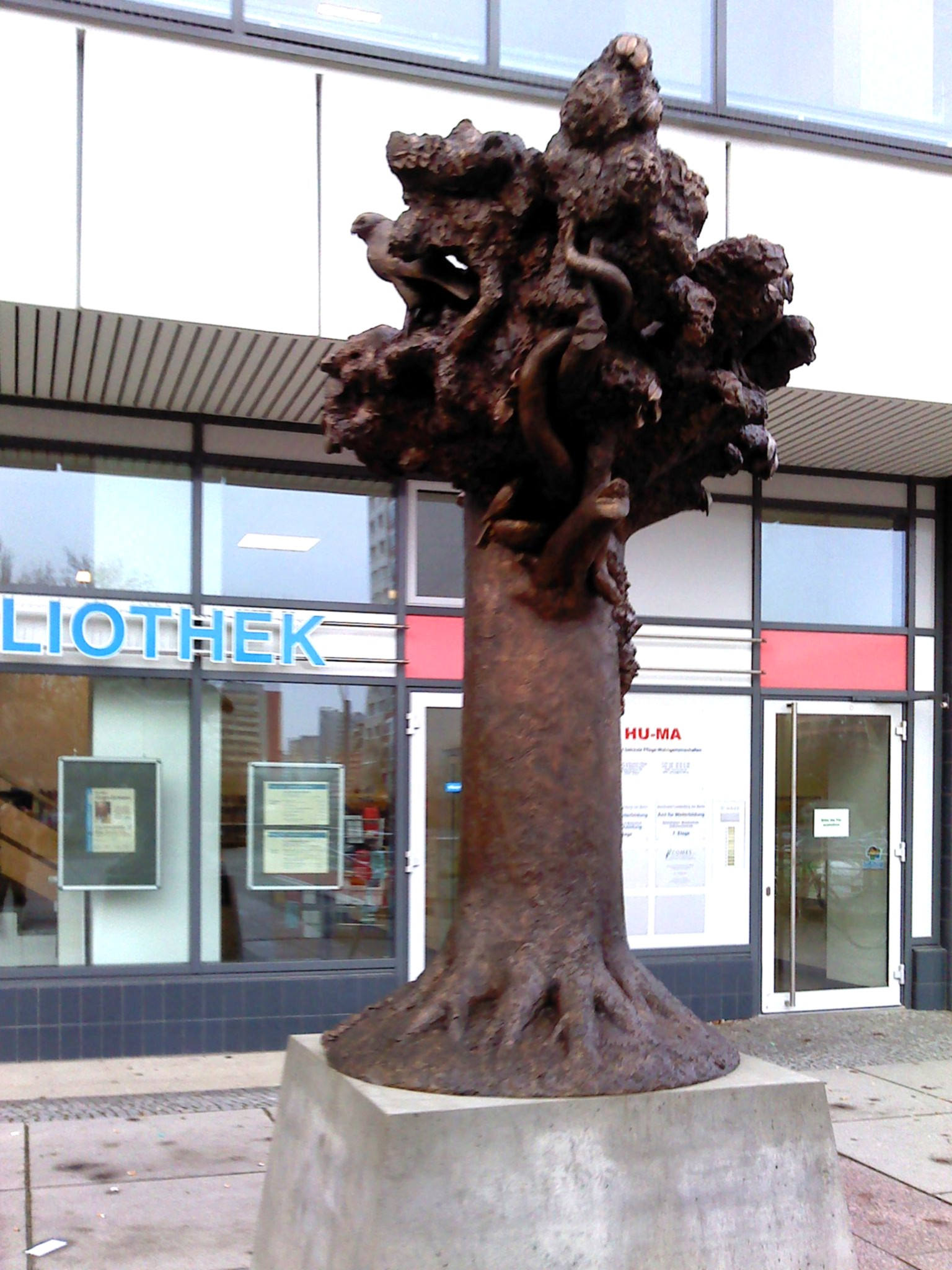
Baumdenkmal von Michael Klein, 2011 im Berliner Ortsteil Fennpfuhl aufgestellt

Michael Klein (* 1943 in Berlin-Charlottenburg; † 4. Februar 2022 in Neuenhagen bei Berlin) war ein deutscher Bildhauer. Seine Skulpturen stehen an zahlreichen öffentlichen Plätzen in Berlin und im Land Brandenburg.

## Leben

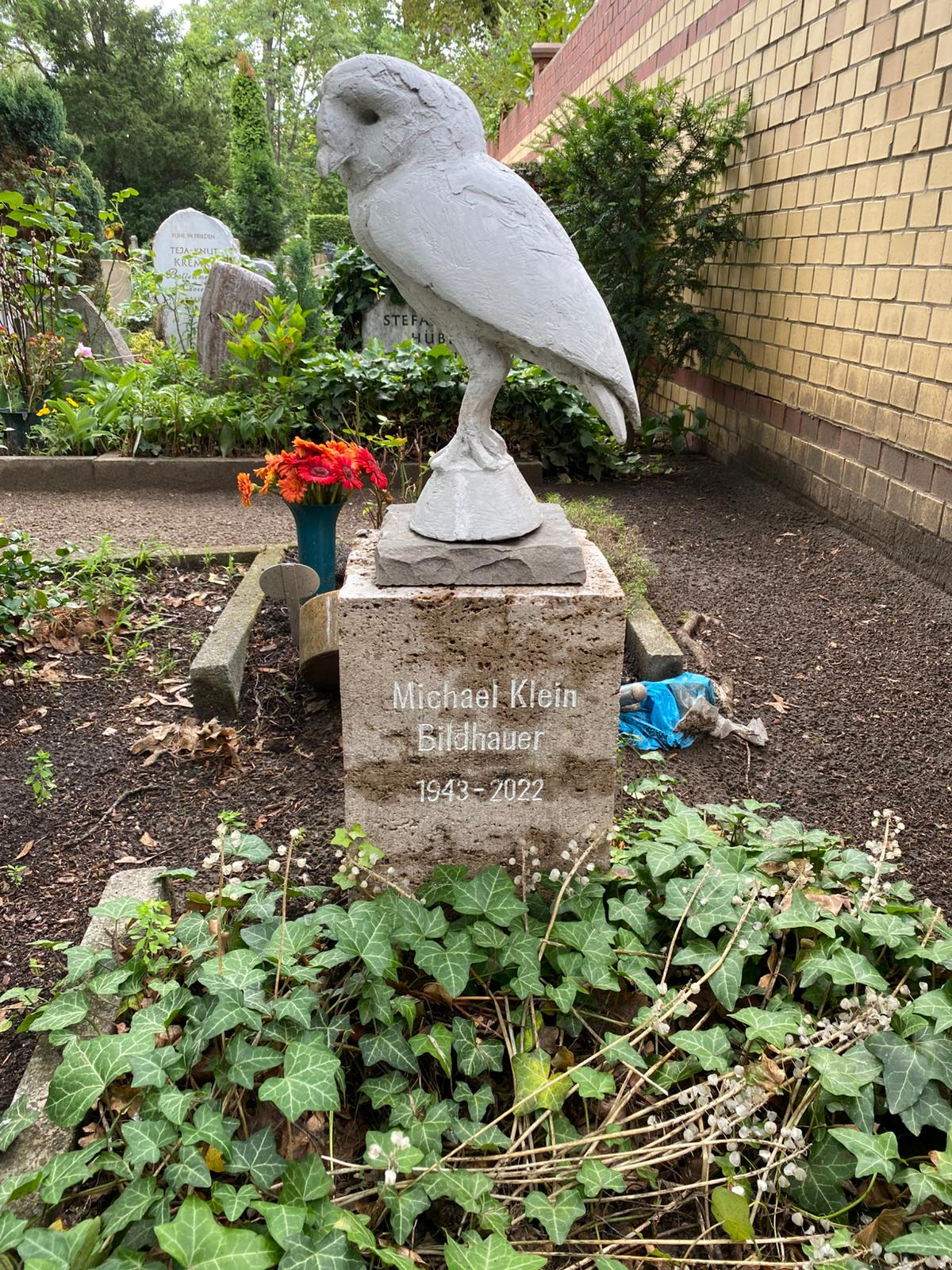
Grabstätte

Nach dem Schulbesuch absolvierte Michael Klein von 1959 bis 1962 eine Lehre als Holzbildhauer. Daran schloss sich das Studium der Bildhauerei in der Kunsthochschule Berlin-Weißensee an. Seine Lehrer waren unter anderem Heinrich Drake und Ludwig Engelhardt. Nach einem Studienabbruch 1965/1966 wurde er Restaurator in den Staatlichen Museen zu Berlin, setzte sein Studium ab 1967 jedoch fort. Nach dem Diplomabschluss machte sich Michael Klein mit einem Atelier selbstständig und übernahm 1977 auch Aufgaben als freier Assistent im Fachgebiet Plastik der Kunsthochschule Berlin-Weißensee (bis 1982). Nach der Wende zog er nach Neuenhagen bei Berlin und richtete sich dort ein neues Atelier ein.
Michael Klein war von 1971 bis 1990 Mitglied im Verband Bildender Künstler der DDR, seit 1990 gehört er dem Berufsverband Bildender Künstler Berlin an. Zwischen 1972 und 2006 nahm er an vielen Ausstellungen teil und führte auch eigene Werksausstellungen durch.
Klein unternahm Studienreisen nach Italien, Griechenland, Polen, Frankreich, Israel und in die Ukraine.
Am 4. Februar 2022 erlag Michael Klein mitten bei der Arbeit in seinem Neuenhagener Atelier einem Herzinfarkt. Er wurde auf dem Friedhof der Dorotheenstädtischen und Friedrichswerderschen Gemeinden beigesetzt.

## Werke (Auswahl)

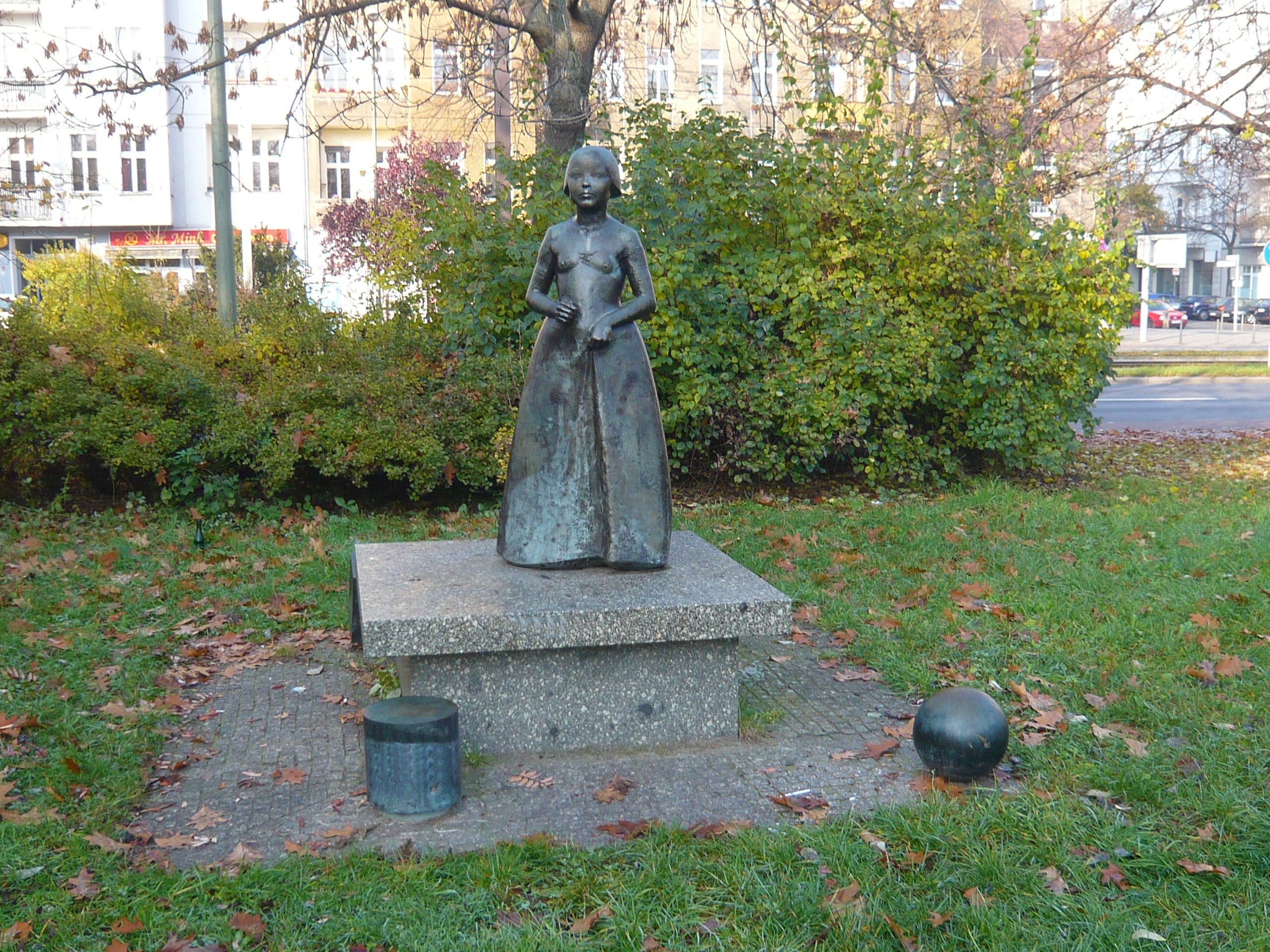
"Debütantin"

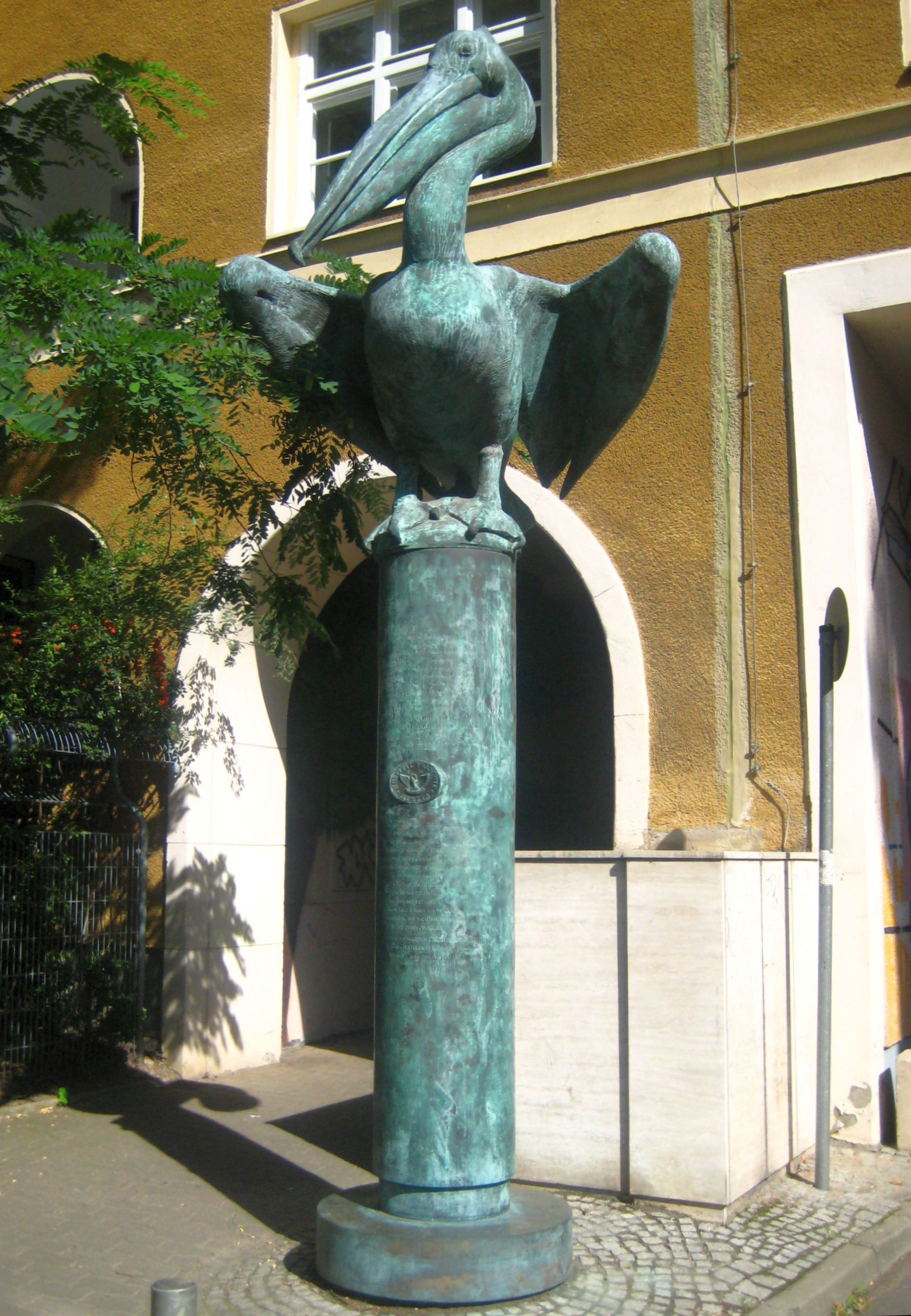
"Pelikan"

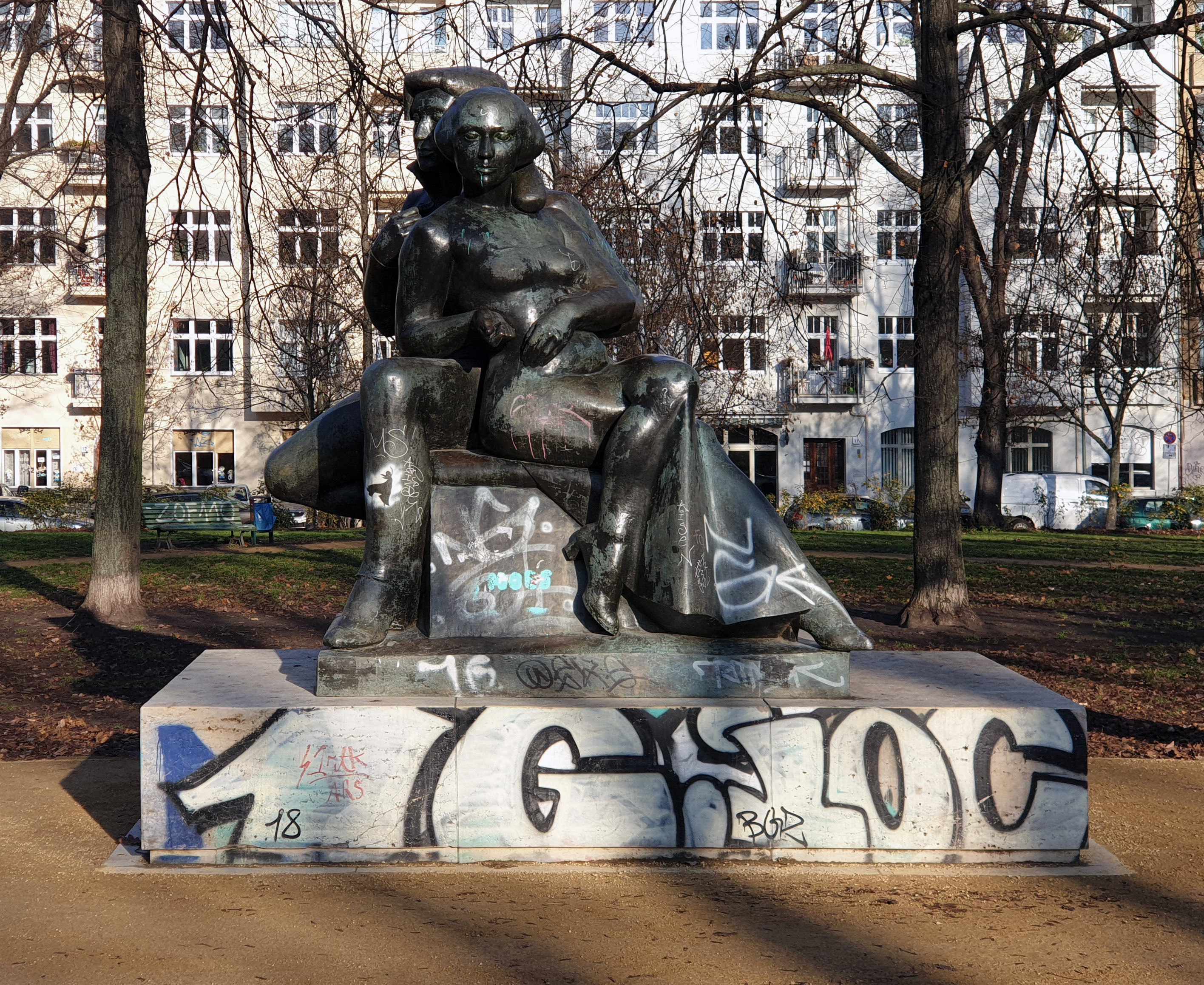
"Bettina und Achim von Arnim"

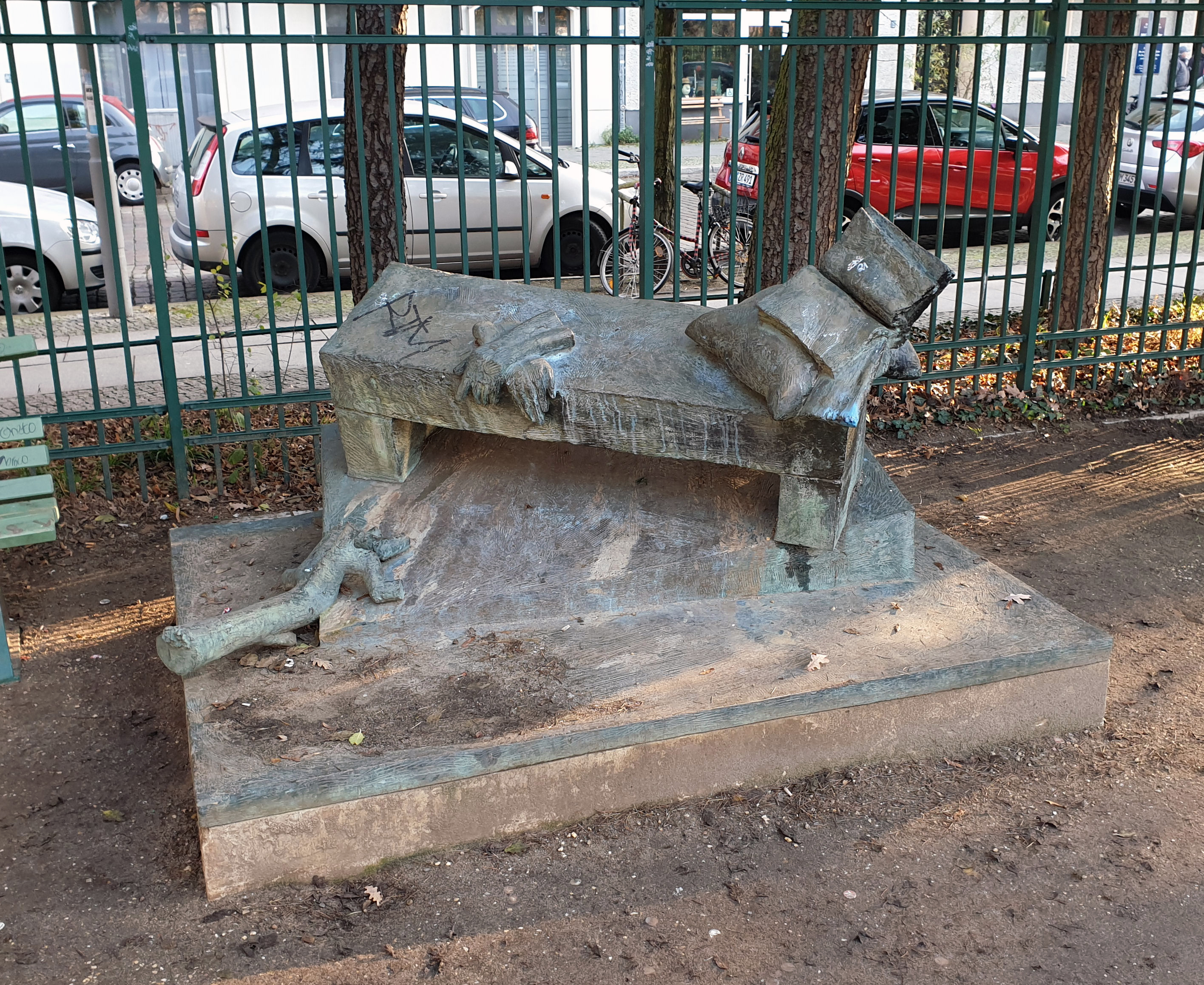
"Bettinas Bank"

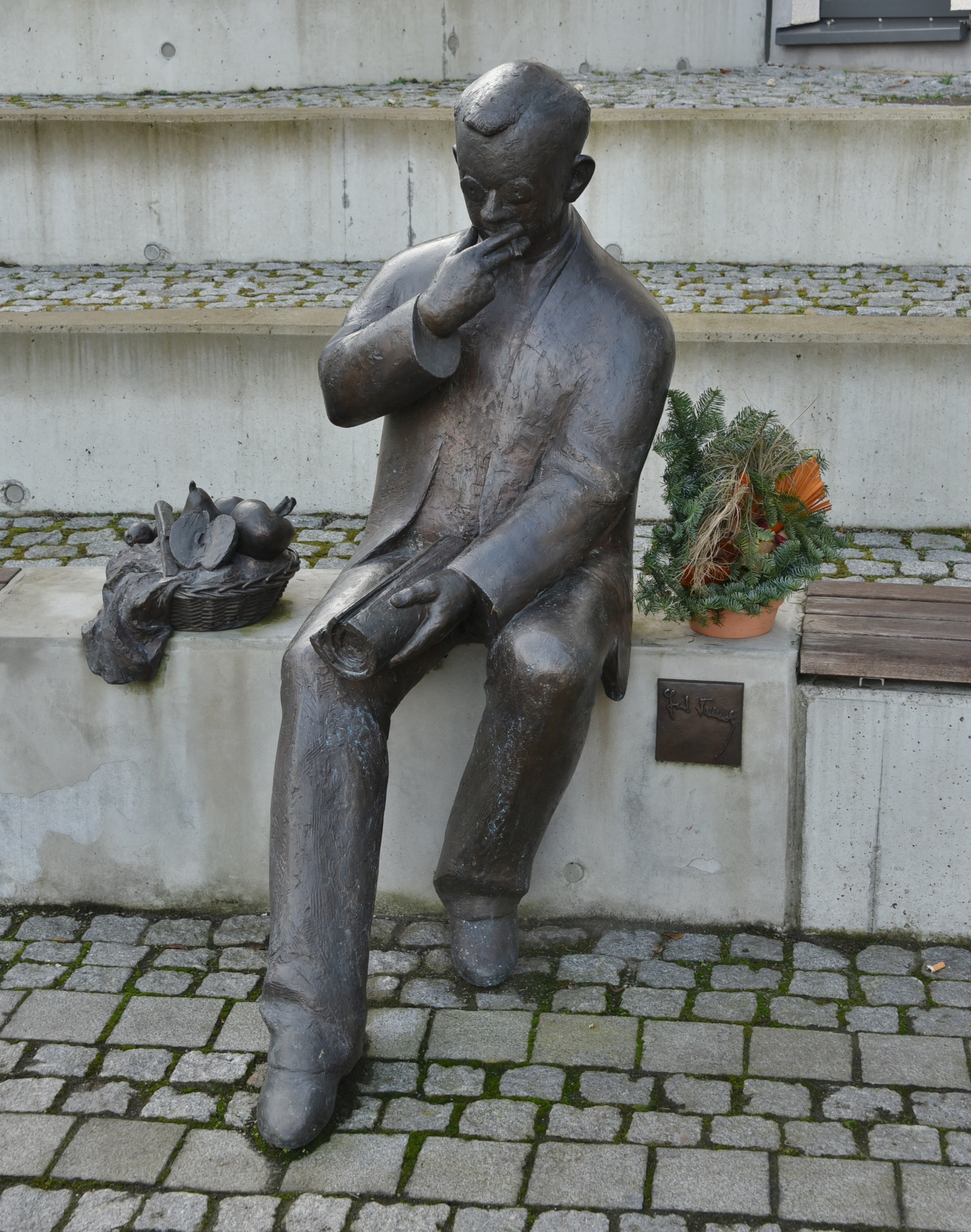
„Hans Fallada“-Skulptur in Neuenhagen bei Berlin

Michael Klein arbeitet seine Darstellungen überwiegend in Bronze, einige auch in Stuck oder in anderen Steinen wie Granit. Häufig kommen Materialkombinationen zum Einsatz. Die Bronzegüsse entstehen dabei unter anderem in der Kunstgießerei Wilfried Hann.
- 1980/82: Debütantin. Für Friedrich-Wilhelm-August Fröbel

Eine 150 cm hohe bronzene Frauenfigur steht auf einem Granitsockel. Auf dem Boden vor den Ecken des Postaments liegen die von Fröbel favorisierten Spielelemente Kubus, Zylinder, Kugel.
Standort: Fröbelplatz, Berlin-Prenzlauer Berg
- 1994: Pelikan, Bronze, Gesamthöhe: 450 cm.

Standort: in der Claire-Waldoff-Straße, zuerst Friedrichstraße 129, Berlin-Mitte
- 1994: Medaille zur Hugenotten-Ehrung; Relief der obigen Pelikan-Skulptur auf Metall geprägt, mit der Inschrift „Hugenotten-Viertel Berlin Friedrichstraße 129“.

(Erläuterung: Unter dem Sinnbild des Pelikans, der in Zeiten größter Not seine Jungen mit dem eigenen Herzblut nährt, betreuten sie ihre Kranken, Alten und Waisen.)
- 1994: Kain und Abel, Bronze, Gesamthöhe: 450 cm.

Standort: Paulus-Praetorius-Gymnasium in Bernau bei Berlin
- 1996: Bettina und Achim von Arnim, Bronzedenkmal.

Standort: Arnimplatz, Berlin-Prenzlauer Berg
- 1998: Bettinas Bank, ein Rieselbrunnen aus Bronze,

ebenfalls Arnimplatz; eine einfache Bank ohne Lehne, auf deren Sitzfläche ein Kissen mit einem aufgeschlagenen Buch und ein Paar Handschuhe liegen; ein grober Ast befindet sich davor auf dem Boden; alles ist auf einem Kunststeinsockel montiert.
- 1998: Poesie der Dinge, Bronze/Jura-Marmor.

Standort: Arnimplatz (Ostseite), Berlin-Prenzlauer Berg,
- 1999/2000: Lesendes Mädchen, Bronze

Über dem Eingang zum Bezirksmuseum Marzahn in Alt-Marzahn; eine Mädchenbüste mit einer nonnenartigen Kopfbedeckung liest in einem aufgeschlagenen Buch
- 2000: Fischerbrunnen: Fischer im Boot; Bronze, Gesamthöhe: 300 cm

Standort: Platz vor dem Freibad in Wandlitzsee
- 2001: Eulenkopf, Bronzekopf auf Stahl

Standort: Ost-West-Begegnungsstätte im Schlosspark Berlin-Biesdorf
- 2004: Zwangsarbeiter, Bronzefigur auf Betonsäule, Gesamthöhe: 340 cm

Standort: Parkfriedhof Marzahn; aufgestellt 2010
- 2006: Schäfer, Bronze, Gesamthöhe: 270 cm,

Standort: Schäferplatz in Neuenhagen bei Berlin
- 2007: Schafrelief, Stuck, getönt; Maße 90 × 25 cm.

Standort: im Kunersdorfer Musenhof
- 2009: Baumdenkmal, Bronze, Gesamthöhe 350 cm

Auf dem Anton-Saefkow-Platz vor der Bibliothek
- 2012: Hans Fallada, Bronze

Standort: Rathaus von Neuenhagen bei Berlin. Hans Fallada sitzt auf der unteren Stufe des Theatrons vor dem Eingang des neuen Rathausanbaus. Die Gemeindeverwaltung hatte im Jahr 2007 Künstler zu Ideen aufgefordert, die „Kunst in Neuenhagen erlebbarer werden lassen soll“. Michael Klein, der sein Atelier ja in Neuenhagen hatte, beteiligte sich mit dem Entwurf für Hans Fallada und erhielt den Auftrag für das Denkmal. Der Bürgermeister lobte: „… [es ist] ein Kunstwerk im öffentlichen Raum, das gleichzeitig die Geschichte aufleben lässt.“
- zahlreiche nicht auf öffentlichen Plätzen ausgestellte Werke; Beispiele:
  - 1978: Die Rauchende, Bronze, Höhe: 52 cm; 1985 durch die Nationalgalerie Berlin angekauft[6]
  - 1975/76: Werner Seelenbinder, Bronze/Zinneinlage, Höhe: 78 cm, im Auftrag und Besitz des Sportmuseums Berlin[7]
  - Ludwig Devrient, Bronze auf Marmor,

Standort: Foyer des Hilton Berlin Hotel am Gendarmenmarkt
  - Arnim-Skulptur,

im Arnim-Schloss Wiepersdorf[8]

## Teilnahme an zentralen und wichtigen regionalen Ausstellungen in der DDR (unvollständig)
- 1977/78, 1982/83 und 1987/88: Dresden, VIII. bis X. Kunstausstellung der DDR
- 1979, 1981 und 1983: Berlin, Bezirkskunstausstellungen
- 1979: Dresden, Albertinum („Junge Bildhauerkunst der DDR“)
- 1980: Berlin, Ausstellungszentrum am Fernsehturm („Retrospektive Berlin“)
- 1983: Magdeburg Museum Kloster Unser Lieben Frauen („Junge Bildhauer der DDR“)
- 1984: Berlin, Altes Museum („Alltag und Epoche“)
- 1986: Berlin, Galerie am Prater („Plastik und Bildhauerzeichnung“)